# Иргит
Иргит, иркит (хак. іpгіт, монг. эрхүд, эрхид, бур. ирхид) — род (сеок) в составе некоторых тюркских и монгольских народов. Иргиты известны в составе хакасской этнической группы сагайцев, алтайцев и тувинцев. Этноним «эрхид/иркит» также присутствует в числе родовых имён дархатов, бурят, сойотов и урянхайцев.

## Этноним
Некоторые исследователи считают, что название «иркыт» или «эрхүд» возникло путем присоединения аффикса -д (-d) к древнетюркскому слову ирки. Ирки(н) на тюркском языке означает «гражданин, народ». В монгольском языке данное слово известно в форме «иргэн» в значении «народ, люди, гражданин». Существует версия тунгусо-маньчжурского происхождения слова «иргэн».

## Происхождение
Иргиты считались у хакасов потомками кыргызов, проживавших ранее в верховьях реки Белый Июс и по р. Уйбат. По Б. З. Нанзатову, иркиты — потомки саянских самодийцев. Согласно А. Очиру, иркиты — потомки тюрков теле. В свою очередь, в отношении теле А. С. Шабаловым аргументирована версия монгольского происхождения.

## История
С древнейших времен среди племён, обитавших по местам Танну-ула и Саян, имелся род иркит (иргид). В VIII—IX вв. иркиты, по А. Очиру, входили в состав племени теле, которые составляли основное население Уйгурского ханства. Они с давних времен были в тесных отношениях с тюрками, саянскими самодийцами и монголами. Монголы их называли эрхид и эрхүд. Кроме Монголии, роды иркыт или эрхүд зафиксированы также в России — среди бурят, алтайцев, тувинцев и хакасов. Распространение родов с таким названием свидетельствует о том, что когда-то племя эрхид было крупным и многочисленным, имело широкие связи с сопредельными племенами и государствами, принимало участие в исторических событиях.

## Иркиты в составе бурят

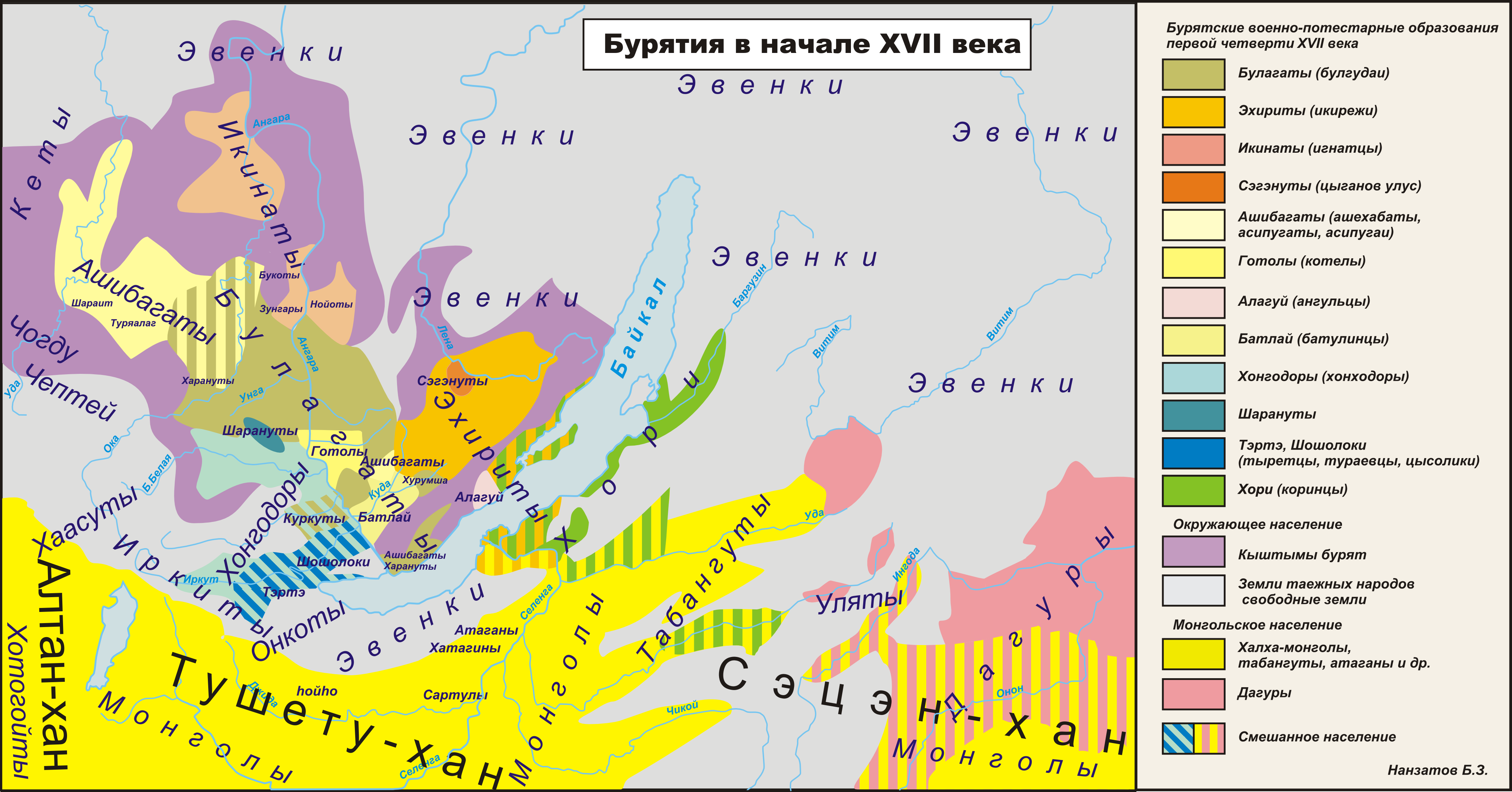
Этнические группы бурят в начале XVII века

По мнению Б. З. Нанзатова, носители этнонимов иркит и ирхидэй (эрхидэй) в составе бурят могут иметь близкое происхождение. При этом род ирхидэй вошел в состав булагатов, по предположению Нанзатова, ещё в эпоху курыкан, тогда как иркиты вошли в состав бурят в XVIII—XIX веках. Род иркит входит в состав сойотов, тункинских и окинских бурят; булагатский род ирхидэй — в состав идинских бурят (в состав идинского племенного объединения обогони олон). По номерному признаку род эрхидэй включал I и II эрхидеевы роды. В состав рода эрхидэй входит подрод галбантан.

## Иркиты Монголии и Китая
В Монголии проживают представители следующих родов: эрхид (иргит) среди дархатов; эрхит (иркид), хасахан иркид среди алтайских урянхайцев. Часть иркитов также приняла участие в формировании хубсугульских урянхайцев. В составе хубсугульского хаасутского хошуна был отмечен род ирхыт (иркит). Род иркит также присутствует в составе тувинцев Монголии и Китая.
Кроме этого в Монголии проживают носители следующих родовых фамилий: адай иргид, адай иргит, галжан иргид, галжан иргит, жод иргид, иргид, иргит, иргэд, иргэн, иргэт, иркит, иркыт, иркэт, ирхид, ирхит, ирхыт, ирхэд, ирхэт, моол иргид, моол иргит, улуг иргид, улуг иргит, чоод иргид, чоод иргит, чооду иргид, шунгуур иргид, шунгуур иргит, эрхид, эрхит, эрхүд, эрхүү, эрхүүд, эрхэд, эрхэт.
В составе иркитов Монголии упоминаются следующие роды: адай иргид, ак иргид, галжан (галчан, калчан) иргид, оорцог иргид, чоод иргид, моол иргид, кара иргид, шунгуур иргид, улуг иргид, бэглиг иргид, оол иргид, арыг (жинхэнэ) иргид, газак иргид, биче иргид, жангыыр иргид, кызыл иргид, мунгуш иргид, дунгуш иргид, донгак иргид, өөлэд иргид, иргид хөег, жоос иргид, улуг суман иргид, кулжун иргид. Название рода галжан представляет собой вариацию бурят-монгольского этнонима галзууд, название рода моол — этнонима монгол.
На территории аймака Ховд проживают носители следующих родовых имен: ак иргит, улуг иргит, адай иргит, моол иргит, калчан иргит, джод иргит.
В аймаке Баян-Улгий проживают ак иргит, шунгуур иргит, адай иргит, чооду иргит.
Иргиты также проживают на территории Китая. Иргиты здесь включают в свой состав следующие ветви: улуг иргит, бичии иргит.